# Руис, Анибаль
Ани́баль (Ма́ньо) Руи́с Ле́йтес (исп. Aníbal "Maño" Ruiz Leites; 30 декабря 1942, Сальто — 10 марта 2017, Веракрус, Веракрус) — уругвайский футболист и футбольный тренер. Выступал на позиции полузащитника.

## Карьера

### Карьера игрока
Он начал свою карьеру в клубе «Данубио» в своей родной стране. Его прозвище «Маньо» появилось, потому что его бабушка и дедушка были жителями Сарагосы, Испания. В качестве футболиста играл в 8 клубах из Уругвая, Мексики, Колумбии и Эквадора.

### Карьера тренера
Он начинал в качестве ассистента тренера в клубе «Насьональ». За всю свою карьеру Руис возглавлял 18 команд из Парагвая, Эквадора, Колумбии, Венесуэлы, Мексики, Перу и Гватемалы. Его лучшие достижения как тренера включают в себя победу в Чемпионате Парагвая 1985 с Олимпией Асунсьон, вывод национальной сборной Парагвая по футболу на чемпионате мира 2006 года и победа в чемпионате Перу с клубом «Универсидад Сан-Мартин». В 1992 году возглавлял национальную сборную Сальвадора. Маньо возглавил основную сборную Парагвая после чемпионата мира 2002, приняв управление от итальянца Чезаре Мальдини. Он получил награду Футбольный тренер года в Южной Америке в 2005 году. В 2006 году Руис привёл сборную Парагвая к его худшему показателю в турнире Кубка мира, проиграв две игры в групповом этапе, что никогда не происходило в предыдущие шесть сезонов Парагвая. Он возглавил «Веракрус» из мексиканского первого дивизиона в 2007 году. В 2008 году он стал тренером одного из крупнейших и наиболее уважаемых клубов в Эквадоре, «Эмелек», но был уволен 3 августа 2008 из-за неудовлетворительных результатов. 30 августа 2008 возглавил клуб из той же страны «Кукута Депортиво». В 2010 году он был назначен новым тренером клуба «Универсидад Сан-Мартин».

## Смерть
10 марта 2017 года во время тренировки «Пуэблы», в которой Руис работал помощником главного тренера Хосе Кардосо, перед матчем с «Веракрусом» на стадионе Луис «Пирата» Фуэнте он рухнул на поле. По дороге в местную больницу Анибаль Руис умер от сердечного приступа.

## Критика
Он подвергся жёсткой критике со стороны прессы и болельщиков из-за его чрезвычайно оборонительной стратегии, используемой во время чемпионата мира 2006 года, несмотря на наличие молодых талантов в атаке, таких как Роке Санта Крус, Нельсон Вальдес, Хулио Дос Сантос и Нельсон Куэвас, а также за решение взять на турнир нескольких игроков-ветеранов, чтобы укрепить защиту команды.